# Kanton Las Naves
Der Kanton Las Naves befindet sich in der Provinz Bolívar zentral in Ecuador. Er besitzt eine Fläche von 150 km². Im Jahr 2022 lag die Einwohnerzahl bei rund 7012. Verwaltungssitz des Kantons ist die Ortschaft Las Naves mit 1485 Einwohnern (Stand 2010).

## Lage
Der Kanton Las Naves liegt im äußersten Nordwesten der Provinz Bolívar. Der Kanton liegt an der Westflanke eines vorandinen Höhenrückens, der in Nord-Süd-Richtung verläuft. Das Gebiet wird nach Westen zum Río Catarama (Río Zapotal) entwässert.
Der Kanton Las Naves grenzt im zentralen Süden an den Kanton Echeandía, im Südwesten und im Nordwesten an die Kantone Ventanas und Quinsaloma der Provinz Los Ríos, im zentralen Norden an den Kanton Pangua der Provinz Cotopaxi sowie im Osten an den Kanton Guaranda.

## Verwaltungsgliederung
Der Kanton Las Naves ist in folgende Parroquias urbanas („städtisches Kirchspiel“) gegliedert:
- Las Naves (⊙)
- Las Mercedes (⊙)

## Orte und Siedlungen
Der Kanton ist in folgende Recintos gegliedert:
- La Cooperativa Cumandá
- San Pedro de Cumandá
- Parroquia Urbana Las Mercedes
- Bosque de Oro
- Suquibi VIejo
- Naves Chico
- Selva Alegre
- Buenos Aires
- Jerusalem
- Bellavista
- La Unión
- Voluntad de Dios
- El Triunfo
- La Unión del Congreso

Ferner gibt es folgende Sectores:
- Sector San Carlos
- La Cadena
- Manga Central
- El Panecillo

## Geschichte
Die Pfarrei Santa María de Las Naves wurde am 26. Juli 1962 gegründet. Der Kanton Las Naves wurde am 17. Juni 1992 eingerichtet.
Entwicklung der Einwohnerzahl im Kanton Las Naves bei landesweiten Volkszählungen zum jeweiligen Gebietsstand:
| Jahr                    | Einwohner | +/-    |
| ----------------------- | --------- | ------ |
| 2001                    | 5.265     | –      |
| 2010                    | 6.092     | 15,7 % |
| 2022                    | 7.012     | 15,1 % |
| Datenherkunft: Wikidata |           |        |